# Антон Маєр
Антон Маєр (нім. Anton Mayer; 9 серпня 1881, Гамінг — 17 листопада 1961, Відень)— австро-угорський ,австрійський і німецький офіцер, генерал-майор люфтваффе.

## Біографія
18 серпня 1901 року вступив в австро-угорську армію. Учасник Першої світової війни. Після війни продовжив службу в австрійську армію. 30 вересня 1932 року зарахований в резерв. Після аншлюсу 15 березня 1938 року зарахований в люфтваффе. Командував 18-м зенітним полком, після чого був відправлений в резерв фюрера і переданий в розпорядження 92-го запасного зенітного батальйону. 30 листопада 1944 року звільнений у відставку.

## Звання
- Кадет-заступник офіцера (18 серпня 1901)
- Лейтенант (1 листопада 1902)
- Оберлейтенант (1 травня 1909)
- Гауптман (1 серпня 1914)
- Майор (1 січня 1920)
- Оберстлейтенант (8 липня 1921)
- Титулярний оберст (1 січня 1932)
- Оберст (15 березня 1938)
- Генерал-майор (1 листопада 1944)

## Нагороди
- Ювілейний хрест
- 2 срібні і бронзова медаль «За військові заслуги» (Австро-Угорщина) з мечами
- Хрест «За військові заслуги» (Австро-Угорщина) 3-го класу з військовою відзнакою і мечами
- Орден Залізної Корони 3-го класу з військовою відзнакою і мечами
- Військовий Хрест Карла
- Залізний хрест 2-го класу
- Медаль «За поранення» (Австро-Угорщина) з однією смугою
- Пам'ятна військова медаль (Австрія) з мечами
- Почесний хрест ветерана війни з мечами
- Медаль «За вислугу років у Вермахті» 4-го, 3-го, 2-го і 1-го класу (25 років)
- Нагрудний знак «За поранення» в чорному — заміна австро-угорської медалі «За поранення».
- Хрест Воєнних заслуг 2-го і 1-го класу з мечами
- Орден Корони короля Звоніміра 1-го класу з мечами (Незалежна Держава Хорватія)